# Lullacry
Lullacry var et melodisk band fra Helsinki, Finland, med indflydelse på gothic metal, der eksisterede fra 1998 til 2014.

## Medlemmer
Medlemmer ved opløsning
- Tanja Lainio – vokal (2002–2014)
- Sami Leppikangas – leadguitar (1998–2014)
- Sauli Kivilahti – guitar (1998–2014)
- Kimmo "Heavy" Hiltunen – bas (1998–2014)
- Jukka Outinen – trommer (1999–2014)

Tidligere medlemmer
- Tanya Kemppainen – vokal (1998–2002, 2014)

Tidligere live-medlemmer
- Euge Valovirta – bas (2014)

## Album

### Studiealbum
- Sweet Desire (1999)
- Be My God (2001)
- Crucify My Heart (2003)
- Vol. 4 (2005)
- Where Angels Fear (2012)

### Singler og EP'er
- "Don't Touch the Flame" (2003)
- "Alright Tonight" (2003)
- "Fire Within" (EP, 2004)
- "Stranger in You" (2005)

### Opsamlingsalbum
- "Legacy 1998–2014" (2014)[2]

### Digitale singler
- "Bad Blood" (2012)
- "Feel My Revenge" (2012)
- "Thousand Suns" (2012)
- "To Every Heartache" (2013)
- "Hell on High Heels" (2014)

### Music videos
- "Damn You" (instrueret af Timo Halo, 2001)
- "Don't Touch the Flame" (instrueret af Jameye, 2003)
- "King of Pain" (instrueret af Jameye, 2005)
- "Bad Blood" (instrueret af Jouko Kallio, 2012)
- "Feel My Revenge" (instrueret af Jouko Kallio, 2012)
- "To Every Heartache" (instrueret af Sauli Kivilahti, 2013)